# Arquebisbat de Concepción

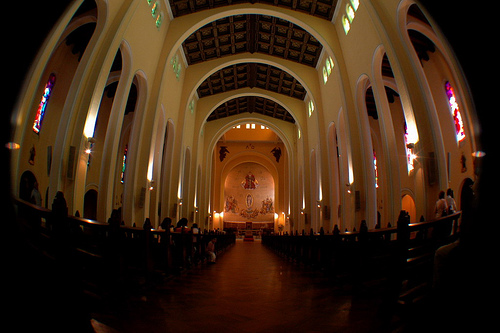
Interior de la Catedral de la Immaculada Concepció

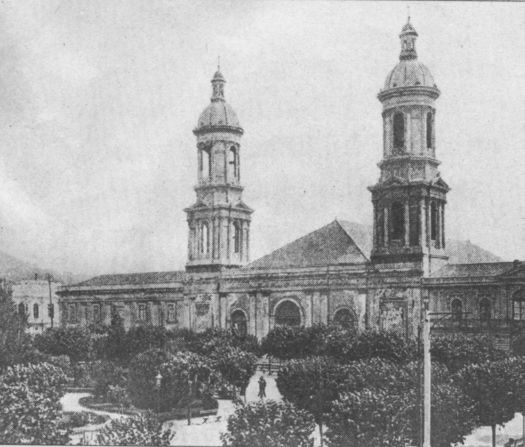
L'antiga catedral, destruïda després del terratrèmol de 1939

L'arquebisbat de Concepción (llatí: Archidiœcesis Sanctissimae Conceptionis) és una demarcació de l'església catòlica de Xile. Va ser creat originàriament com a bisbat durant la colonització espanyola el 22 de maig de 1563. El militar i colonitzador Pedro de Valdivia ja el 1550 havia sol·licitat l'erecció de dos bisbats. El 20 de maig de 1939 va ser promogut arquebisbat. Sergio Hernán Pérez de Arce Arriagada n'és l'arquebisbe, va succedir Fernando Chomalí el 16 de maig de 2024.

## Territori
L'arxidiòcesi es troba a la regió del Bío Bío, i comprèn les províncies de Concepción i Arauco, a més dels municipis de Yumbel i Cabrero a la província de Biobío i dos més a la província de Ñuble (Coelemu i Ránquil).
La seu episcopal és la ciutat de Concepción, on es troba la catedral de la Immaculada Concepció.
El territori s'estén sobre 11.400 km² i està dividit en 65 parròquies, agrupades en 8 arxiprestats.

## Diòcesis sufragànies
- L'arquebisbat té 5 diòcesis sufragànies:
  - Bisbat de Chillán
  - Bisbat de Los Ángeles
  - Bisbat de Temuco
  - Bisbat de Valdivia
  - Bisbat de Villarrica

## Història
La diòcesi de La Imperial fou erigida el 22 de març de 1564, amb la butlla Super specula del papa Pius IV, obtenint el territori de la diòcesi de Santiago de Xile (avui arxidiòcesi). Va ser originalment sufragània de l'arxidiòcesi de Lima.
L'any 1603 la seu va ser traslladada de La Imperial, l'actual Carahue, a Penco i la diòcesi va prendre el nom de diòcesi de Concepción. L'any 1763 la seu es va traslladar novament de Penco a Concepción.
El 21 de maig de 1840 va passar a formar part de la província eclesiàstica de l'arxidiòcesi de Santiago de Xile.
L'1 de juliol de 1840 i el 16 de juliol de 1901 va cedir porcions de territori en benefici de l'erecció de la diòcesi de San Carlos d'Ancud i de la prefectura apostòlica d'Araucanía (actual diòcesi de Villarrica), respectivament.
El 1908 i el 1916 porcions del seu territori, Temuco i Chillán respectivament , van ser confiades a la cura pastoral dels governadors eclesiàstics, amb caràcter episcopal, dependents del bisbe de Concepción.
El 18 d'octubre de 1925 es van erigir tres noves diòcesis amb territori separat del de la diòcesi de Concepción, la diòcesi de Chillán (actual diòcesi de San Bartolomé de Chillán), la diòcesi de Temuco i la diòcesi de Linares.
El 20 de maig de 1939 va ser elevada al rang d'arxidiòcesi metropolitana amb la butlla Quo provincialum del papa Pius XII. El mateix any un terratrèmol va destruir la catedral. La reconstrucció va començar el 3 de novembre de l'any següent i va acabar amb la consagració l'11 de juliol de 1964.
El 20 de juny de 1959 va cedir una altra part de territori en benefici de l'erecció de la diòcesi de Los Ángeles (actual diòcesi de Santa María de Los Ángeles).

## Cronologia episcopal
- Antonio de San Miguel Avendaño y Paz, O.F.M. † (22 de març de 1564 - 9 de març de 1588 nomenat bisbe de Quito)
- Agustín de Cisneros Montesa † (9 de març de 1588 - setembre de 1594 mort)
  - Sede vacante (1594-1598)
  - Pedro de Azuaga, O.F.M. † (1595 - ?) (bisbe electe)
- Reginaldo de Lizárraga, O.P. † (31 d'agost de 1598 - 20 de juliol de 1609 nomenat bisbe de Paraguay)
  - Sede vacante (1609-1618)
- Carlos Marcelo Corni Velázquez † (18 d'octubre de 1618 - 17 d'agost de 1620 nomenat bisbe de Trujillo)
- Luis Jerónimo Oré, O.F.M.Obs. † (17 d'agost de 1620 - 30 de gener de 1630 mort)
  - Sede vacante (1630-1633)
- Diego de Zambrana de Villalobos † (14 de març de 1633 - 17 de març de 1653 nomenat bisbe de Santiago de Xile)
- Dionisio de Cimbrón, O.Cist. † (23 de juny de 1653 - 19 de gener de 1661 mort)
  - Sede vacante (1661-1669)
  - Diego Medellín, O.F.M. † (1661 - ?) (bisbe electe)
  - Andrés de Betencur, O.F.M. † (1664 - 1665 mort) (bisbe electe)
- Francisco de Loyola y Vergara, O.S.A. † (15 de juliol de 1669 - novembre de 1677 mort)
  - Sede vacante (1677-1682)
- Antonio de Morales, O.P. † (25 de maig de 1682 - desembre de 1683 mort)
  - Sede vacante (1683-1686)
- Luis de Lemos y Usategui, O.S.A. † (16 de setembre de 1686 - 27 de novembre de 1692 renuncià)
- Martín de Híjar y Mendoza, O.S.A. † (13 d'abril de 1693 - 15 de maig de 1704 mort)
  - Sede vacante (1704-1708)
- Diego Montero del Aguila † (3 d'octubre de 1708 - 21 de gener de 1715 nomenat bisbe de Trujillo)
- Juan de Necolalde † (1 d'abril de 1715 - 12 de maig de 1723 nomenat arquebisbe de La Plata o Charcas)
- Juan Francisco Antonio de Escandón, C.R. † (12 de maig de 1723 - 18 de juny de 1731 nomenat arquebisbe de Lima)
- Salvador Bermúdez y Becerra † (18 de juny de 1731 - 28 de febrer de 1742 nomenat bisbe de La Paz)
- Pedro Felipe de Azúa y Iturgoyen † (28 de febrer de 1742 - 18 de desembre de 1744 nomenat arquebisbe de Santafé en Nueva Granada)
- José de Toro y Zambrano † (18 de desembre de 1744 - 1 de maig de 1760 mort)
- Pedro Ángel de Espiñeira, O.F.M.Obs. † (23 de novembre de 1761 - 9 de febrer de 1778 mort)
- Francisco José Marán † (1 de març de 1779 - 12 de setembre de 1794 nomenat bisbe de Santiago de Xile)
- Tomás de Roa y Alarcón † (12 de setembre de 1794 - 5 de setembre de 1805 mort)
- Diego Antonio Navarro Martín de Villodras † (26 d'agost de 1806 - 16 de març de 1818 nomenat arquebisbe de La Plata o Charcas)
  - Sede vacante (1818-1832)
- José Ignacio Cienfuegos Arteaga † (17 de desembre de 1832 - 27 d'abril de 1840 renuncià)[3]
- Diego Antonio Elizondo y Prado † (27 d'abril de 1840 - 5 d'octubre de 1852 mort)
- José Hipólito Salas y Toro † (23 de juny de 1854 - 20 de juliol de 1883 mort)
  - Sede vacante (1883-1886)
- Fernando Blaitt Mariño † (17 de desembre de 1886 - 14 de juliol de 1887 mort)
  - Sede vacante (1887-1890)
- Plácido Labarca Olivares † (26 de juny de 1890 - 9 d'octubre de 1905 mort)
- Luis Enrique Izquierdo Vargas † (26 de gener de 1906 - 7 d'agost de 1917 mort)
- Gilberto Fuenzalida Guzmán † (20 de febrer de 1918 - 24 de març de 1938 mort)
- Alfredo Silva Santiago † (4 de febrer de 1939 - 27 d'abril de 1963 renuncià[4])
- Manuel Sánchez Beguiristáin † (25 de juny de 1963 - 3 de maig de 1983 jubilat)
- José Manuel Santos Ascarza, O.C.D. † (3 de maig de 1983 - 29 de juliol de 1988 renuncià)[5]
- Antonio Moreno Casamitjana † (14 d'octubre de 1989 - 27 de desembre de 2006 jubilat)
- Ricardo Ezzati Andrello, S.D.B. (27 de desembre de 2006 - 15 de desembre de 2010 nomenat arquebisbe de Santiago de Xile)
- Fernando Natalio Chomalí Garib (20 d'abril de 2011 - 25 d'octubre de 2023 nomenat arquebisbe de Santiago de Xile)
- Sergio Hernán Pérez de Arce Arriagada, SS.CC., dal 16 de maig de 2024

## Estadístiques
A finals del 2021, la diòcesi comptava amb 801.150 batejats sobre una població de 1.367.144 persones, equivalent al 58,6% del total.
| any  | població | població  | població | sacerdots | sacerdots       | sacerdots       | sacerdots             | diàques | religiosos | religiosos | parroquies |
| ---- | -------- | --------- | -------- | --------- | --------------- | --------------- | --------------------- | ------- | ---------- | ---------- | ---------- |
| any  | batejats | total     | %        | total     | clergat secular | clergat regular | batejats por sacerdot | diàques | homes      | dones      |            |
| 1950 | 525.000  | 530.000   | 99,1     | 124       | 61              | 63              | 4.233                 |         | 80         | 310        | 40         |
| 1966 | 680.000  | 756.000   | 89,9     | 120       | 56              | 64              | 5.666                 |         | 67         | 350        | 49         |
| 1970 | 689.046  | 798.700   | 86,3     | 139       | 66              | 73              | 4.957                 |         | 75         | 360        | 51         |
| 1976 | 729.834  | 851.125   | 85,7     | 116       | 50              | 66              | 6.291                 | 6       | 70         | 324        | 50         |
| 1980 | 740.000  | 885.000   | 83,6     | 118       | 51              | 67              | 6.271                 | 6       | 79         | 211        | 54         |
| 1990 | 751.914  | 1.002.554 | 75,0     | 115       | 50              | 65              | 6.538                 | 5       | 74         | 240        | 52         |
| 1999 | 649.310  | 1.150.000 | 56,5     | 123       | 59              | 64              | 5.278                 | 7       | 69         | 246        | 53         |
| 2000 | 649.350  | 1.150.000 | 56,5     | 124       | 60              | 64              | 5.236                 | 10      | 68         | 246        | 53         |
| 2001 | 649.350  | 1.150.000 | 56,5     | 119       | 53              | 66              | 5.456                 | 11      | 70         | 246        | 53         |
| 2002 | 655.000  | 1.161.000 | 56,4     | 135       | 67              | 68              | 4.851                 | 17      | 72         | 246        | 53         |
| 2003 | 648.800  | 1.150.000 | 56,4     | 129       | 65              | 64              | 5.029                 | 17      | 67         | 219        | 52         |
| 2004 | 599.150  | 1.150.000 | 52,1     | 135       | 69              | 66              | 4.438                 | 21      | 94         | 207        | 53         |
| 2006 | 612.000  | 1.176.000 | 52,0     | 129       | 69              | 60              | 4.744                 | 29      | 88         | 207        | 53         |
| 2013 | 681.000  | 1.283.000 | 53,1     | 124       | 69              | 55              | 5.491                 | 42      | 81         | 176        | 55         |
| 2016 | 809.406  | 1.381.346 | 58,6     | 109       | 71              | 38              | 7.425                 | 52      | 63         | 155        | 55         |
| 2019 | 833.700  | 1.422.770 | 58,6     | 111       | 68              | 43              | 7.510                 | 58      | 62         | 144        | 55         |
| 2021 | 801.150  | 1.367.144 | 58,6     | 102       | 59              | 43              | 7.854                 | 56      | 67         | 140        | 65         |